# Henry Budge
Henry (Heinrich) Budge (* 20. November 1840 in Frankfurt am Main; † 20. Oktober 1928 in Hamburg) war ein deutsch-amerikanischer Kaufmann und Wohltäter.

## Leben und Wirken
Henry Budge war ein Sohn des in Wetzlar geborenen Moritz (Moses) Budge (Buttge), (15. April 1802 Wetzlar–8. Mai 1872 Frankfurt am Main). Vorfahren der Familie lebten in Wetzlar nachweislich ab 1734. Der Familienname war aus dem Hausnamen des Wohnhauses hervorgegangen: „Bundschuh“, der mit der Zeit als „Bu(n)tsch(u)h“ im Wetzlarer Dialekt zu „Budge“ abgewandelt wurde. 1811 findet sich die Namensänderung des Großvaters Salomon, der erstmals 1793 in einer Prozessvollmacht als „Schutzjude“ auftauchte: „jetzt Salomon Buttge Wetzlar“.
Henrys in Wetzlar geborener Vater, seit 1832 verheiratet mit der in Frankfurt geborenen Hitzel (Henriette) Adler (1805–1879), wurde 1849 als Moritz Budge in das Frankfurter Bürgerrecht aufgenommen, war Frankfurter Kaufmann und Bankier und spendete seiner Geburtsstadt kurz vor Lebensende 10.000 Mark.

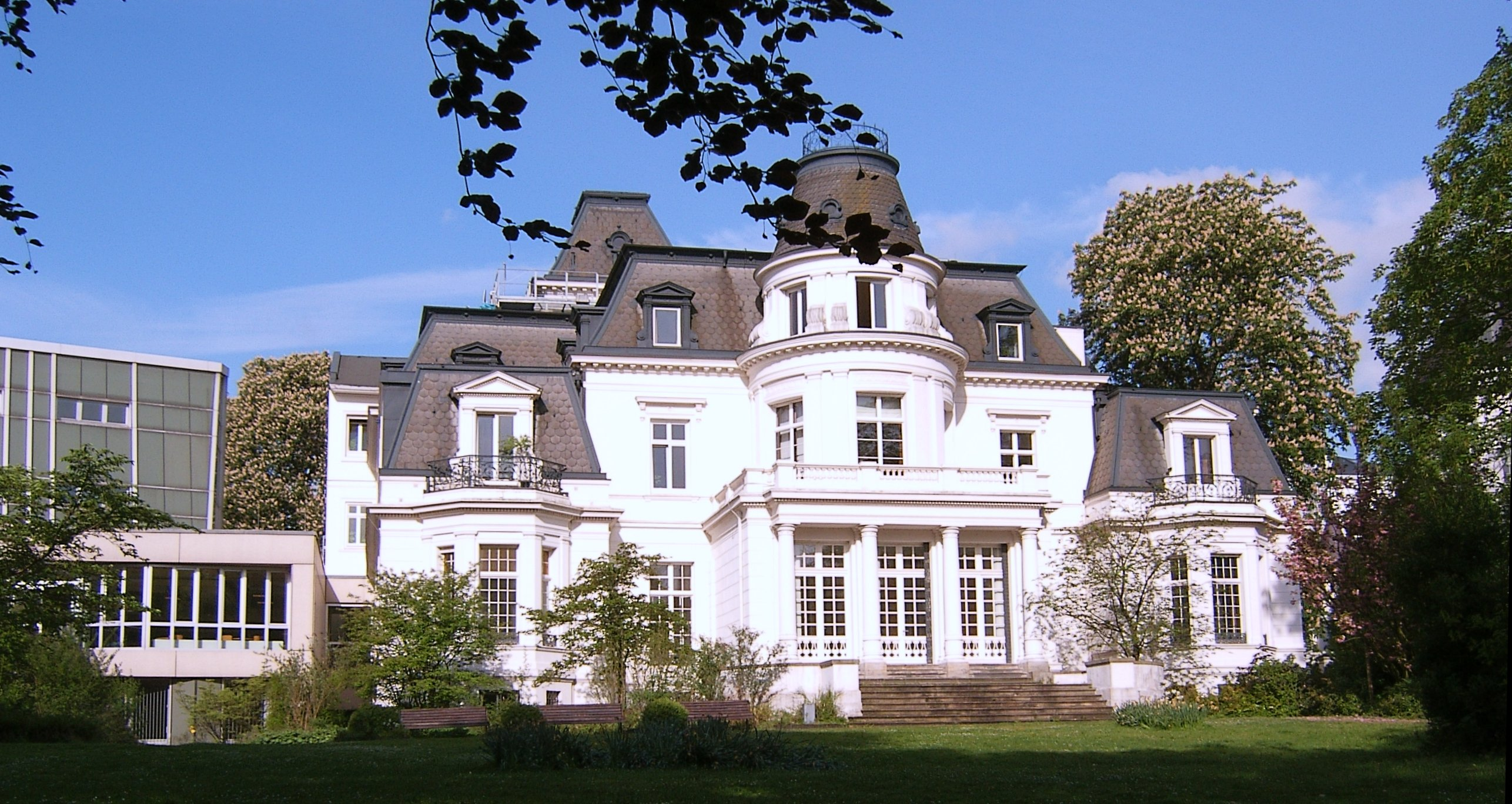
Das Budge-Palais am Harvestehuder Weg 12

 Henrys Onkel, älterer Bruder des Vaters, war Jakob Budge, geboren 1797 und gestorben 1873 in Wetzlar. Der Kaufmann war 1857 einer der höchst besteuerten Mitglieder der jüdischen Gemeinde in Wetzlar. Seine Tochter Bertha, Henrys Cousine, war ab 1852 mit Abraham Treuenfels verheiratet.
Henry Budge hatte Anteile an dem amerikanischen Bankhaus L. Hallgarten & Co. und erwarb auf dem Kontinent ein Vermögen in Millionenhöhe. Am 10. Oktober 1879 heiratete er die gebürtige Hamburgerin Emma, geborene Lazarus, mit der er keine Kinder hatte. Im Jahr 1903 beendete er seine Geschäftstätigkeiten und zog in den Harvestehuder Weg 12 nach Hamburg. Das Haus der Budges, bekannt als Budge-Palais, wurde ein kulturell und gesellschaftlich bedeutender Ort der Hansestadt.
Henry Budge und seine Ehefrau besaßen die amerikanische Staatsbürgerschaft und pflegten enge Beziehungen zu dort lebenden Freunden. Der Ausbruch des Ersten Weltkriegs brachte sie daher in Schwierigkeiten. Um Loyalitätsproblemen vorzubeugen, emigrierte das Ehepaar 1917 und hielt sich danach abwechselnd in Holland und der Schweiz auf. Nach Kriegsende gingen sie nicht direkt nach Hamburg zurück.
Bei seiner Geburtsfeier am  20. November 1920 gründete Budge im Alter von achtzig Jahren im Zürcher Hotel Dolder die Henry und Emma Budge-Stiftung in Hamburg und eine gleichnamige Stiftung in Frankfurt. Beiden Einrichtungen, die für Hilfsbedürftige, insbesondere „Damen aus gebildetem Stande“ unabhängig ihrer Konfession eintreten sollten, ließ er jeweils eine Million Mark zukommen.
Im Jahr 1922 gründete Budge die Frau Emma Budge-Stiftung, der er eine Million Mark als Gründungskapital stiftete. Die Stiftung sollte die Berufsausbildung und die deutschen wissenschaftlichen Ziele fördern. Dabei bedachte er explizit die Universitäten Hamburg und Frankfurt, die mit seinem Geld amerikanische Literatur beschaffen sollten.
Budge spendete 25.000 Mark für die Hamburgische Wissenschaftliche Stiftung, aus der die Universität Hamburg entstand und größere Beträge für die Universität Frankfurt. Als die Stiftungen aufgrund der zunehmenden Inflation finanzielle Probleme bekamen, spendete er nach der Währungsumstellung 1924 mehr Geld, um die Verluste zu kompensieren.
Wie sein Vater bedachte Budge auch Institutionen in Wetzlar. 1909 konnte daher ein abgebranntes Kinderheim wieder hergestellt und 1928 im nahegelegenen Albshausen ein Kindererholungsheim gebaut werden.

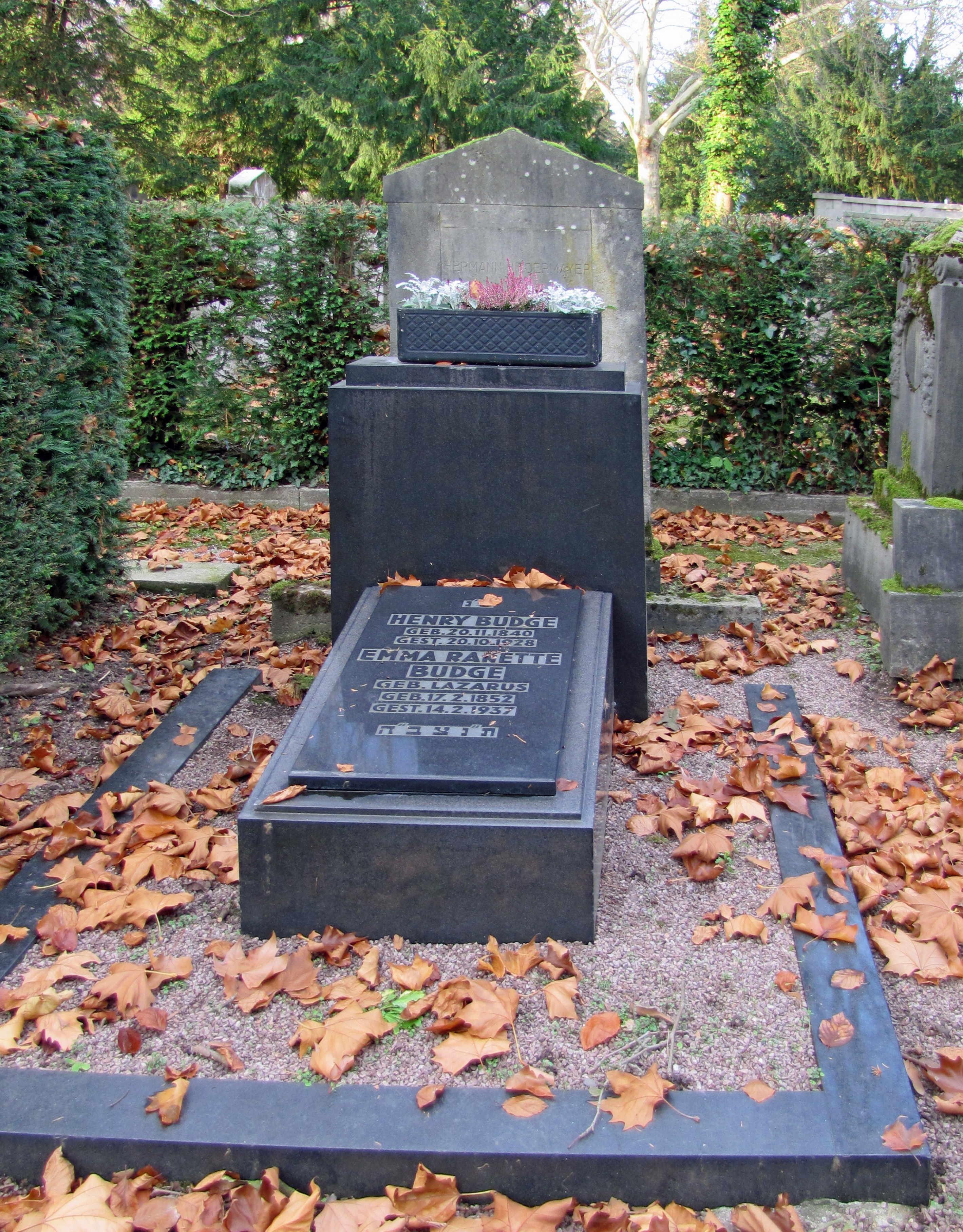
Grab von Emma und Henry Budge auf dem jüdischen Friedhof in Frankfurt, Rat-Beil-Straße

Kurz vor seinem Tod verhandelte der gelähmte Budge lange mit Fritz Schumacher über die Schenkung von zwei Muschelkalkskulpturen von Georg Kolbe für den Hamburger Stadtpark. Budge empfand die Kunstwerke als scheußlich und hätte lieber einen Brunnen gestiftet. Schumacher bevorzugte jedoch die Skulpturen und erlaubte Budge als Ausgleich, morgens mit seinem Chauffeur den Park, der eigentlich für Kraftfahrzeuge gesperrt war, befahren zu dürfen.
Budge wurde drei Tage nach seinem Tod im Krematorium des Friedhof Ohlsdorf eingeäschert. An der Trauerfeier nahmen Senator Paul de Chapeaurouge und die Bürgermeister von Frankfurt am Main und Wetzlar teil. Er wurde auf dem Jüdischen Friedhof Rat-Beil-Straße in Frankfurt beigesetzt.

## Nachlass
Da er jüdischen Glaubens war, wurde der Name Budges während der Zeit des Nationalsozialismus aus allen öffentlichen Aufzeichnungen entfernt und seine Stiftungen „arisiert“. Eric Warburg, der mit Budges Eltern befreundet gewesen war, setzte sich nach Kriegsende für die Revitalisierung der Stiftungen ein. In Winterhude erinnert seit 1945 die Henry-Budge-Straße an den ehemaligen Mäzen. Für diese Widmung könnte sich Eric Warburg engagiert haben.